# Porto Seguro
Porto Seguro, amtlich Município de Porto Seguro, ist eine Küstenstadt im Süden des Bundesstaats Bahia in Brasilien am Südatlantik.
Die Stadt hatte nach Schätzung des Statistikamtes IBGE vom 1. Juli 2021 152.529 Einwohner, Porto-Segurenser genannt. Die Fläche betrug 2019 rund 2286 km². Seit der Volkszählung 2010 erlebte sie einen Zuwachs von rund 25.000 Einwohnern innerhalb von 11 Jahren.

## Geschichte
Porto Seguro gilt als historisches Erbe Brasiliens, da der portugiesische Seefahrer und Eroberer Pedro Álvares Cabral in der Nähe der Stadt am 22. April 1500 zum ersten Mal brasilianischen Boden betrat. Der Ortsname Porto Seguro bedeutet übersetzt sicherer Hafen und deutet auf die Funktion des Ortes aus der Perspektive der hier anlandenden Seefahrer hin. Die Gemeinde ist eine der ältesten Brasiliens und geht auf eine Gründung im Jahre 1534 zurück. Der 30. Juni 1534 gilt als Datum der Stadtgründung. Die Vila de Porto Seguro erhielt am 30. Juni 1891 Stadtstatus.

## Stadtverwaltung
Stadtpräfekt ist seit 2020 Jânio Natal (PL). Die Legislative der Stadt, deren erste im Jahr 1772 inauguriert wurde, besteht seit 2012 aus 17 Stadtverordneten. Präsident der Stadtverordnetenkammer (Câmara Municipal) ist Evaí Fonseca Brito des Partido Humanista da Solidariedade (PHS).

## Stadtgliederung
Porto Seguro ist in fünf Distrikte gegliedert: Porto Seguro (sede), Arraial d’Ajuda, Caraíva, Trancoso und Vale Verde. Die Distrikte umfassen 35 Bairros.

## Bevölkerungsentwicklung
Quelle: IBGE (Angabe für 2021 ist lediglich eine Schätzung)

## Klima
Das Klima im Südsommer bringt Temperaturen von bis zu 34 °C, während die Temperatur im Winter um die 18 bis 27 °C liegt.

## Kultur und Tourismus
In der Gemeinde darf kein Haus mit mehr als zwei Stockwerken gebaut werden. Seit 1993 gibt es einen internationalen Flughafen.
Außer dem Tourismus gibt es in der Gegend von Porto Seguro auch landwirtschaftliche Aktivitäten (mit Anbau von Cashew und Kokos) und Viehzucht. In den letzten Jahren wurden große Waldgebiete mit Eukalyptusbäumen bepflanzt.
Die Schweizer Nationalmannschaft residierte während der WM 2014 im Ferienresort La Torre in Porto Seguro. 
30 Kilometer nördlich von Porto Seguro befindet sich das Ferienresort Campo Bahia, das die deutsche Fußballnationalmannschaft für die WM 2014 in Brasilien bezog.

## Geographie
In der näheren Umgebung befindet sich der Nationalpark von Monte Pascoal, der von einem Indianerreservat der Pataxó umgeben ist, dem Terra Indígena Barra Velha do Monte Pascoal. Die folgenden Orte sind an der 85 km langen sandigen Küste von Porto Seguro (von Nord nach Süd) gelegen:
- Porto Seguro
- Belmonte
- Santa Cruz Cabrália
- Coroa Vermelha
- Arraial da Ajuda
- Trancoso
- Caraíva

## Söhne und Töchter der Stadt
- Cauly Oliveira Souza (* 1995), Fußballspieler

## Sehenswürdigkeiten

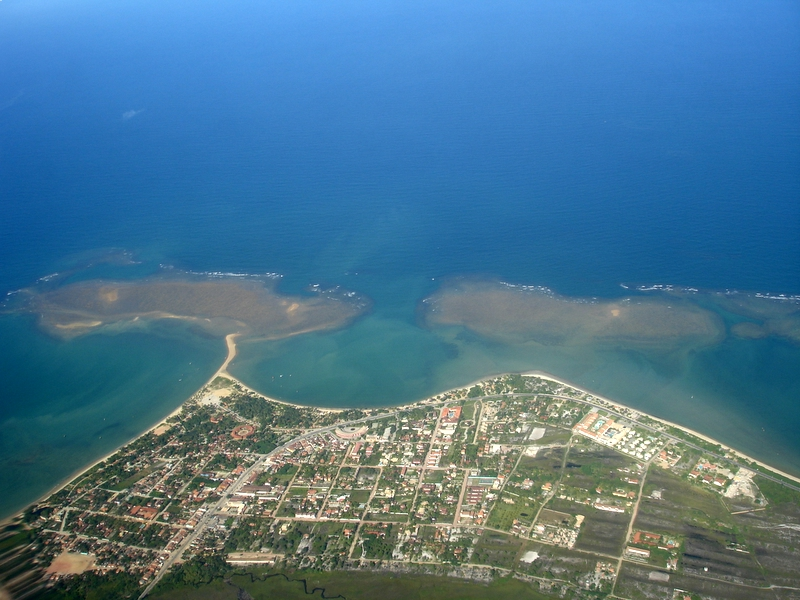
Praia de Mutá, nördlichster der zahlreichen Strände an der 85 km langen Küstenstrecke Porto Seguros

## Städtepartnerschaften
- Setúbal, Portugal[5][6]
- Fafe, Portugal[5][7]
- Belmonte, Portugal[5][7]
- Viana do Alentejo, Portugal[5]
- Viana do Castelo, Portugal[8]
- Trancoso, Portugal[9]